# Neon Light
«Neon Light» (с англ. — «Неоновый свет») — первый сингл американского кантри-певца Блейка Шелтона с его девятого студийного альбома Bringing Back the Sunshine. Сингл вышел в продажу 18 августа 2014 года. Авторами композиции стали Эндрю Дорфф, Марк Ирвин и Джош Киэр.
Композиция написана в среднем темпе с использованием «пульсирующих партий ударных», банджо, акустической гитары. Текст песни повествует о мужчине, отправившемся в бар после расставания с возлюбленной, но настроенного оптимистично, поскольку «в конце тоннеля виден неоновый свет».
Режиссёром видеоклипа «Neon Light», премьера которого состоялась 12 сентября 2014 года, стал Коди Керн.
Обозреватель издания Country Weekly Джон Фримен поставил песне оценку «B»; он охарактеризовал её как «возвращение назад к более традиционному кантри, с которого стартовала карьера» Блейка Шелтона, но раскритиковал текст песни за излишние повторения строк.

## Позиции в чартах
На ноябрь 2014 года было продано 407 000 копий сингла в США.
| Чарт (2014)                         | Наивысшая позиция |
| ----------------------------------- | ----------------- |
| Канада (Billboard Canadian Hot 100) | 49                |
| Канада (Billboard Country)          | 1                 |
| США (Billboard Hot 100)             | 43                |
| США (Billboard Country Airplay)     | 1                 |
| США (Billboard Hot Country Songs)   | 3                 |